# مورتن آرنفرد
مورتن آرنفرد (دانمارکی: Morten Arnfred؛ زادهٔ ۲ اوت ۱۹۴۵) کارگردان فیلم، و فیلم‌نامه‌نویس اهل دانمارک است.